# 蒙塔尼
蒙塔尼（法語：Montagny，法語發音：[mɔ̃taɲi]）是法国罗讷省的一个市镇，属于里昂区。

## 地理
蒙塔尼（45°37'41"N, 4°44'52"E）面积8.3 平方千米，位于法国奥弗涅-罗讷-阿尔卑斯大区罗讷省，该省份为法国中东部省份，北起顺时针与索恩-卢瓦尔省、安省、里昂大都会、伊泽尔省和卢瓦尔省接壤。
与蒙塔尼接壤的市镇（或旧市镇、城区）包括：武尔勒、日沃尔、格里尼、米耶里、博瓦隆。

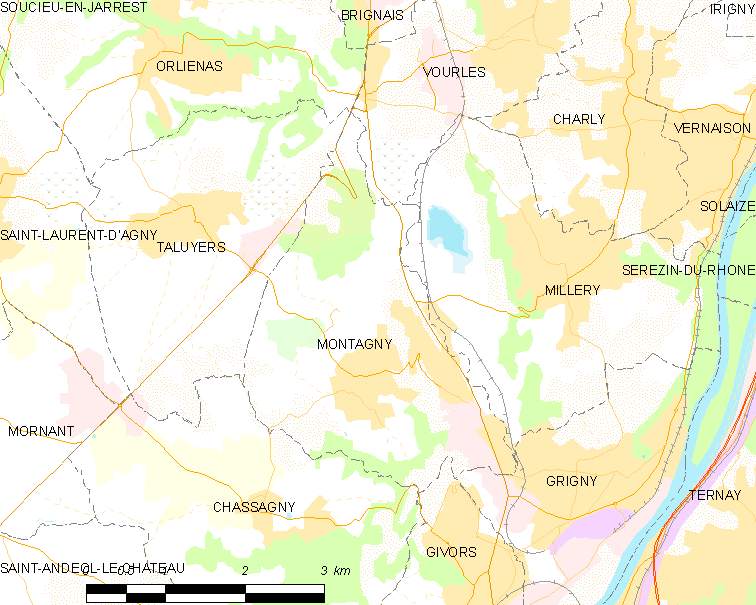
蒙塔尼的OSM定位图

蒙塔尼的时区为UTC+01:00、UTC+02:00（夏令时）。

## 行政
蒙塔尼的邮政编码为69700，INSEE市镇编码为69136。

## 政治
蒙塔尼所属的省级选区为奥宗河畔圣桑福里安县。

## 人口

1962-2008年间蒙塔尼人口变化图示

蒙塔尼于2022年1月1日时的人口数量为3212人。